# ولسوالی سیدخیل
ولسوالی سیدخیل یکی از ولسوالی‌‌‌‌های ولایت پروان، به مرکزیت شهر سیدخیل در شمال خاوری افغانستان است. سیدخیل در دامنه جنوبی هندوکش واقع شده و ٥٦٠ کیلومترمربع مساحت دارد. جمعیت آن در سال ١٣٩٩ حدود ٥١٬٥٤٩ نفر می‌باشد. این ولسوالی از جنوب با ولسوالی بگرام، از شرق با ولایت کاپیسا، از غرب با ولسوالی چاریکار و از شمال با ولسوالی‌ جبل‌سراج هم‌مرز است.